# Mikroskopia fluorescencyjna całkowitego wewnętrznego odbicia

Schemat zasady TIRFM w systemie trans- (światło pada i odbierane jest z różnych stron próbki).
1. Obiektyw
2. Promień emitowany (sygnał)
3. Olejek imersyjny
4. Szkiełko nakrywkowe
5. Próbka
6. Zasięg fali zanikającej
7. Promień wzbudzający
8. Pryzmat kwarcowy

Schemat zasady TIRFM w systemie epi- (światło pada i odbierane jest z tej samej strony próbki).
1. Próbka
2. Zasięg fali zanikającej
3. Szkiełko nakrywkowe
4. Olejek imersyjny
5. Obiektyw
6. Promień emitowany (sygnał)
7. Promień wzbudzający

Mikroskopia fluorescencyjna całkowitego wewnętrznego odbicia (ang. Total Internal Reflection Fluorescence Microscope (TIRFM) – odmiana mikroskopii fluorescencyjnej pozwalająca na obrazownie próbek tylko do określonej głębokości, zwykle do 200 nanometrów w głąb.
Technika ta powstała jako modyfikacja klasycznej mikroskopii fluorescencyjnej i stała się szczególnie użyteczna w badaniu zjawisk zachodzących bezpośrednio pod i na powierzchni (błoną komórkową) komórek. Przed jej powstaniem, w podobnych badaniach używano zwykłej mikroskopii fluorescencyjnej czy konfokalnej, jednak otrzymywane obrazy nie były najwyższej jakości. Powodem był fakt, że używane fluorofory, które miały wiązać się z błoną (na przykład poprzez białka błonowe, czy receptory) pozostawały w stanie równowagi z niezwiązanymi, i tak sygnał pochodzący z ich wzbudzenia nakładał się z sygnałem niezwiązanych cząsteczek tła. Powodem tego był fakt, że wzbudzeniu ulegały wszystkie fluorofory na drodze promienia światła wzbudzającego, bez żadnej selektywności co do obszaru (porównaj z mikroskopem dwufotonowym). Zmniejszało to kontrast między sygnałem i tłem a w niektórych wypadkach czyniło obrazowanie niemożliwym, gdyż zwykle w otaczającym interesujący obszar medium, było więcej niezwiązanych fluoroforów, niż tych związanych, co całkowicie tłumiło sygnał.
Rozwiązaniem było zastosowanie mikroskopii fluorescencyjnej całkowitego wewnętrznego odbicia. TIRFM została opracowana przez Daniela Axelroda w latach 1980. Zasada TIRFM polega na oświetleniu próbki światłem wzbudzającym (jak w mikroskopii fluorescencyjnej), jednak pod takim kątem (kąt graniczny), by padające światło uległo całkowitemu wewnętrznemu odbiciu przed wejściem do próbki, albo w szkiełku nakrywającym próbkę (typ epi-) albo w kwarcowym pryzmacie (typ trans-). Zjawisku całkowitego wewnętrznego odbicia towarzyszy powstanie fali zanikającej (wiąże się to z różnicą między współczynnikiem załamania światła szkła, czy kwarcu i wody, czyli próbki – współczynnik ten dla szkła (kwarcu) jest większy), która nie ulega odbiciu, ale penetruje środowisko (próbkę) po drugiej stronie szkiełka lub pryzmatu. Czyni to jednak tylko na pewną określoną głębokość (fala ta zanika wykładniczo wraz z odległością), co w praktyce oznacza zwykle około 100-200nm. W tym obszarze głębokości próbki, fala ta może wzbudzić obecne w próbce fluorofory, a one zaczną emitować światło (co ważne, fala zanikająca ma tę samą długość co fala, która uległa odbiciu). To emitowane światło jest następnie odbierane przez obiektyw, przepuszczane przez stosowne filtry i przetwarzane jak w klasycznym mikroskopie fluorescencyjnym.
W ten sposób w TIRFM następuje bardzo selektywna wizualizacja obszarów położonych zaraz pod szkiełkiem lub pryzmatem (może to być błona nakrytej nim komórki), ponieważ obszar wzbudzenia powstaje tylko w zasięgu fali zanikającej, co znacznie ogranicza wpływ tła (wnętrza komórki). Znacznie powiększa to rozdzielczość uzyskanych obrazów.
Rozdzielczość ta bywa tak znaczna, że technika TIRFM pozwala na wizualizowanie pojedynczych cząsteczek fluoroforu.